# 上黒川
上黒川（かみくろがわ）は、愛知県北設楽郡豊根村の大字である。

## 地理
豊根村の南西部に位置し東栄町、設楽町との境界を持つ。小字が設置されているが丁目は設定されていない。

### 河川
- 大入川
  - 坂宇場川
  - 大沢川

### 小字
| - 字伊香（いこう） - 字市向（いちむかい） - 字後山（うしろやま） - 字ウト場（うとば） - 字老平（おいだいら） - 字大樽（おおだる） - 字貝込（かいごめ） - 字柿平（かきだいら） - 字柿ノタモ（かきのたも） - 字上笹久連（かみささくれ） - 字上津川（かみつがわ） - 字上（かみ） - 字川合向（かわいむかい） - 字川合（かわい） - 字久羅沢（くらざわ） - 字倉平（くらだいら） - 字小荒砥（こあらと） | - 字伍見平（ごみだいら） - 字境ノ沢（さかいのさわ） - 字三枚平（さんまいだいら） - 字塩瀬（しおせ） - 字シットハ（しっとは） - 字下笹久連（しもささくれ） - 字下津川（しもつがわ） - 字下（しも） - 字杉橋（すぎはし） - 字瀬難沢（せなんざわ） - 字滝川（たきかわ） - 字津川向（つがわむかい） - 字兎鹿嶋（とがしま） - 字砥久保（とくぼ） - 字登長口（とちょうぐち） - 字長沢（ながさわ） - 字中瀬（なかせ） - 字中平向（なかだいらむかい） | - 字中平（なかだいら） - 字中津川（なかつがわ） - 字長野田（ながのだ） - 字長野（ながの） - 字中村（なかむら） - 字西宇連（にしうれ） - 字西金越（にしきんごし） - 字根山（ねやま） - 字花横（はなよこ） - 字東宇連（ひがしうれ） - 字東金越（ひがしきんごし） - 字二ツ柳（ふたつやなぎ） - 字保木（ほぎ） - 字堀田沢（ほったざわ） - 字間当（まとう） - 字萬治（まんじ） - 字向（むかい） - 字森登（もりと） |

## 歴史
北設楽郡上黒川村を前身とする。
1889年10月1日に三沢、上黒川、下黒川、古真立、坂宇場の各村が合併し豊根村となる。同日、上黒川村廃止。

## 世帯数と人口
2015年（平成27年）10月1日現在の世帯数と人口は以下の通りである。
| 大字   | 世帯数  | 人口  |
| ------ | ------- | ----- |
| 上黒川 | 115世帯 | 296人 |

### 人口の変遷
国勢調査による人口の推移
| 1995年（平成7年）  | 369人 | [ 5 ] |  |
| 2000年（平成12年） | 367人 | [ 6 ] |  |
| 2005年（平成17年） | 342人 | [ 7 ] |  |
| 2010年（平成22年） | 325人 | [ 8 ] |  |
| 2015年（平成27年） | 296人 | [ 2 ] |  |

## 施設
- 豊根村立豊根中学校
- 豊根村立豊根小学校
- 豊根村立杉の子保育園
- 豊根村診療所
- 湯～らんどパルとよね

## 交通
- 国道151号
  - 別所街道
- 長野県道・愛知県道74号阿南東栄線
- 愛知県道428号古真立津具線

## その他

### 日本郵便
- 郵便番号 : 449-0404[3]（集配局：豊根郵便局[9]）。

## 参考資料
- 「角川日本地名大辞典」編纂委員会 編『角川日本地名大辞典 23 愛知県』角川書店、1989年3月8日。ISBN 4-04-001230-5。
- 有限会社平凡社地方資料センター 編『日本歴史地名体系第23巻 愛知県の地名』平凡社、1981年。ISBN 4-582-49023-9。